# Täcks

Blechtäcks

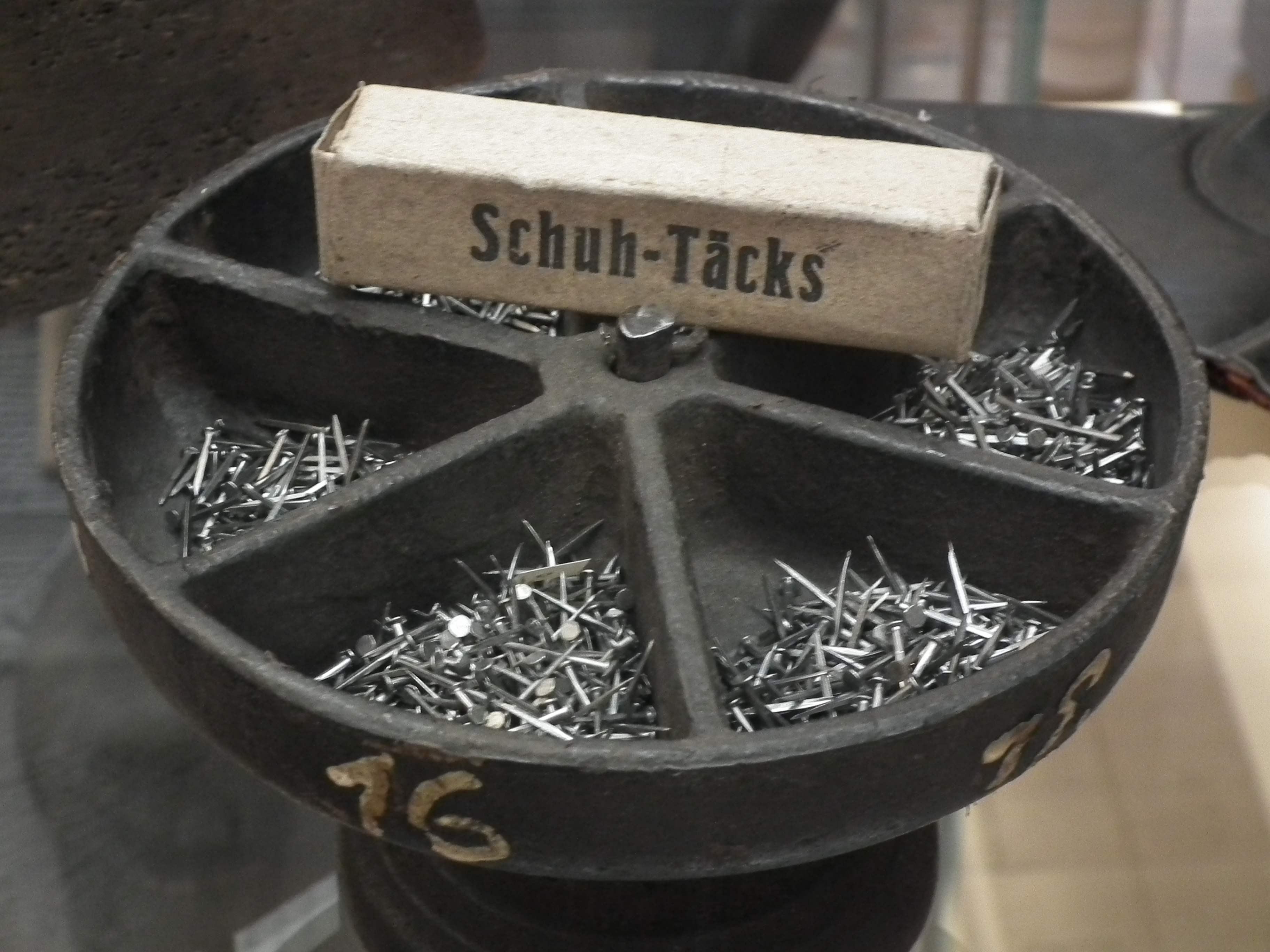
Schuh-Täcks

Ein Täcks, Täks oder Tacks (wie er im österreichischen Duden auch genannt wird) ist ein kleiner nagelähnlicher Stift, wie er vom Schuhmacher und Orthopädiemechaniker beim Walken von Leder verwendet wird.
Der Täcks soll dabei das Leder am Modell, der Schuhleiste, festhalten. Täcks mit länger ausgeformter Spitze lassen sich im zähen Leder besser einschlagen als Nägel mit gewöhnlicher Spitze. Eine feine Spitze ermöglicht es zudem, den Täcks zunächst mit der Hand ins Leder einzudrücken, so dass er beim Einschlagen mit dem Hammer nicht mehr gehalten werden braucht.
Nach dem Walken des Leders werden die Täckse entfernt, wobei man zum Herausziehen meist eine Walkzange verwendet.
Es gibt auch einen konischen Vierkantnagel, der dem Täcks sehr ähnlich ist. 